# 世界で一番 遠い場所/Promise
「世界で一番 遠い場所/Promise」（せかいでいちばんとおいばしょ / プロミス）は渡辺美里の楽曲で、1995年6月1日にEpic/Sony Records（現・エピックレコードジャパン）より発売された30枚目のシングル。

## 概要
デビュー10年記念作品で、ベスト・アルバム『She loves you』からの先行シングル。
「Promise」は「関西セルラー電話」のCMソングとして使用された。

## 収録曲
1. 世界で一番 遠い場所　
作詞：渡辺美里／作曲：石井恭史／編曲：清水信之
2. Promise　
作詞：渡辺美里／作曲・編曲：石井恭史／ホーンアレンジ：山本拓夫
3. 世界で一番 遠い場所 (Instrumental Version)

## 収録アルバム
- 『She loves you』 (#1)
- 『25th Anniversary Misato Watanabe Complete Single Collection〜Song is Beautiful〜』 (Disc.3 #3)
- 『harvest』 (Disc.1 #13)